# Joachim Garz

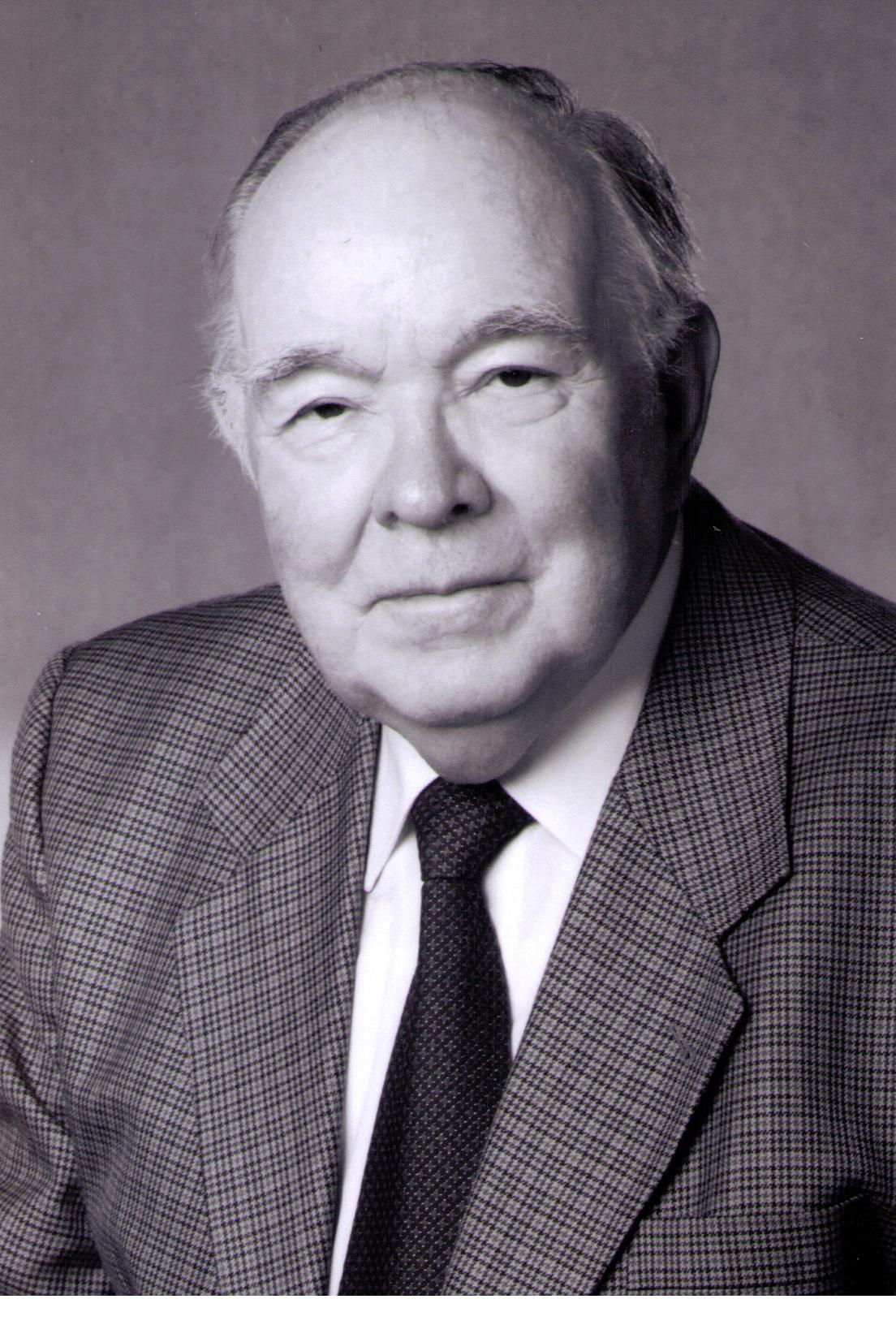
Joachim Garz

Joachim Garz (* 27. April 1930 in Calbe an der Saale; † 8. März 2016 in Halle (Saale)) war ein deutscher Agrarwissenschaftler auf dem Gebiet der Pflanzenernährung und Düngung. Von 1966 bis 1995 wirkte er als Hochschullehrer an der Landwirtschaftlichen Fakultät der Martin-Luther-Universität Halle-Wittenberg.

## Leben
Joachim Garz, Sohn eines Landwirtschaftsberaters, begann nach dem Abitur (1948) eine zweijährige landwirtschaftliche Lehre, davon das erste Jahr in der Altmark, das zweite in der Magdeburger Börde. Seit 1950 studierte er Landwirtschaft an der Universität Halle. 1953 bestand er die Prüfung zum Diplomlandwirt. Anschließend arbeitete er als Doktorand bei Karl Schmalfuß am Institut für Pflanzenernährung und Bodenkunde und promovierte 1957 an der Landwirtschaftlichen Fakultät der Universität Halle mit einer Dissertation über die mögliche Beeinflussung des Phosphatgehaltes der Luzerne durch Düngung. 1963 habilitierte er sich in Halle mit einer Schrift über Menge, Verteilung und Bindungsformen von Mineralstoffen in den Samen von Leguminosen.
Mit der Landwirtschaftlichen Fakultät der Universität Halle blieb Garz ein Leben lang verbunden. Nach mehrjähriger Lehrtätigkeit im Rahmen eines landwirtschaftlichen Fernstudiums wurde er 1966 zum Dozenten für Bodenkunde und Pflanzenernährung ernannt. 1981 erfolgte seine Berufung zum ordentlichen Professor für Düngung. In dieser Funktion wirkte er bis zum Eintritt in den Ruhestand im Jahre 1995.

## Forschung und Lehre
Das zentrale Forschungs- und Lehrgebiet von Joachim Garz war die Düngung landwirtschaftlicher Kulturpflanzen. Die während seiner Assistentenjahre erworbenen vielseitigen Erfahrungen bei der Konzipierung und Durchführung von Düngungsversuchen und seine praxisorientierte Auswertung der Versuchsdaten waren ausschlaggebend, dass ihm 1974 die Leitung eines auf dem Versuchsfeld der Fakultät angesiedelten Lehr- und Forschungskollektivs Düngung übertragen wurde.
Herausragende Untersuchungsobjekte waren dabei die auf diesem Versuchsfeld 1878 von Julius Kühn und 1949 von Karl Schmalfuß angelegten Dauerversuche. Gemeinsam mit seinem Mitarbeiter Hermann Stumpe und mehreren Doktoranden hat Garz den von Julius Kühn begründeten Dauerdüngungsversuch "Ewiger Roggenbau" besonders intensiv betreut und dabei neue Erkenntnisse über die Stabilität der organischen Substanz und den Stickstoffumsatz im Boden gewinnen können. Seine Untersuchungsergebnisse bestätigten die Notwendigkeit, diesen Dauerversuch und ähnliche Langzeitversuche weiterzuführen, sowohl als Prüfobjekte für zeitgemäße Modelle des Kohlenstoff- und Stickstoffumsatzes in Böden und Pflanzen als auch für die Umweltforschung (Auswirkungen langfristiger agrochemischer Maßnahmen auf die Umweltkompartimente Boden, Wasser und Luft).
Seine auf Bilanzen basierenden Untersuchungen des Stickstoffumsatzes in diesem Dauerversuch hat Garz später ergänzt durch Felduntersuchungen über die Nitratbildung und Nitratverlagerung auf pedologisch unterschiedlichen Standorten in Mitteldeutschland. Durch begleitende Wurzelbeobachtungen und Untersuchungen über die Bewegung des Bodenwassers konnte er konkrete Düngungsempfehlungen erarbeiten, die in der landwirtschaftlichen Praxis erfolgreich angewendet wurden und eine breite Akzeptanz fanden.
Neben den Experimenten, durch gezielte Stickstoffdüngung das optimale Ertragspotential auszuschöpfen, hat Garz mit seiner Arbeitsgruppe in den 80er und 90er Jahren auch das Problem der Stickstoffanreicherung im Untergrund vieler Lössböden untersucht. In Übereinstimmung mit experimentellen Ergebnissen anderer Forscher vertrat auch er die Ansicht, dass es die Pflicht der Landwirte sein müsse, durch sachgerechte Bewirtschaftungsmaßnahmen den umweltschädigenden Nitrataustrag im Boden deutlich zu reduzieren.
Aus den Ergebnissen von Dauerdüngungsversuchen konnte Garz auch den Phosphat-Umsatz in Ackerböden bilanzieren und eindeutig nachweisen, dass die seinerzeit weit verbreitete Lehrmeinung einer unter 20 % liegenden Ausnutzung des Dünger-Phosphors (Dünger-P) nicht stimmen konnte. Nach seinen Bilanzierungen war bei einer am P-Entzug orientierten Düngung langfristig mit einer nahezu vollständigen Ausnutzung des P-Düngers durch die angebauten Feldfrüchte zu rechnen. Diese Erkenntnis war für die Praxis der P-Düngung von immenser Bedeutung.
Als Agrarwissenschaftler hat sich Garz stets darum bemüht, Probleme der pflanzenbaulichen Praxis auf ihre naturwissenschaftlichen Grundlagen zurückzuführen, geeignete Lösungsstrategien zu entwickeln, diese in Feldversuchen zu prüfen und die daraus gewonnenen Erkenntnisse in geeignete Düngungsempfehlungen für die Landwirtschaft umzusetzen. Garz hat 30 Doktoranden betreut. Als Hochschullehrer widmete er seine besondere Aufmerksamkeit der inhaltlichen Gestaltung von Übungen und Exkursionen. Sie waren stets fachübergreifend angelegt und auf aktuelle Fragen der landwirtschaftlichen Praxis ausgerichtet.

## Publikationen (Auswahl)
- Zur Kenntnis der Phosphaternährung der Luzerne. Diss. Landw. Fakultät Halle 1957. Maschinenschrift. – Zugl. in: Zeitschrift für Pflanzenernährung, Düngung, Bodenkunde Bd. 79, 1957, S. 213–232.
- Menge, Verteilung und Bindungsform der Mineralstoffe (P, K, Mg und Ca) in den Leguminosensamen in Abhängigkeit von der Nährstoffumlagerung innerhalb der Pflanze und den Ernährungsbedingungen. Habil.-Schrift Landw. Fakultät Halle 1963 [1964]. – Zugl. in: Kühn-Archiv Bd. 80, 1963, S. 137–194.
- Vorfruchtbedingte Unterschiede in der Stickstoffversorgung des Getreides und die Möglichkeit ihres Nachweises durch Bestimmung des anorganischen Bodenstickstoffs (gemeinsam mit H. Stumpe). In: Archiv für Acker- und Pflanzenbau und Bodenkunde Bd. 18, 1974, S. 737–746.
- Untersuchungen über den Phosphathaushalt der Ackerböden in langjährigen Dauerdüngungsversuchen auf Sand- und Sandlehm-Braunschwarzerde (gemeinsam mit W. Einicke und O. Hagemann). In: Archiv für Acker- und Pflanzenbau und Bodenkunde Bd. 20, 1976, S. 477–487.
- Anwendungsmöglichkeiten der Bodenuntersuchung im Zusammenhang mit der Bemessung optimaler Stickstoffdüngergaben (gemeinsam mit H. Stumpe). In: Archiv für Acker- und Pflanzenbau und Bodenkunde Bd. 21, 1977, S. 221–230.
- 100jähriges Bestehen des Versuches "Ewiger Roggenbau" Halle. In: Archiv für Acker- und Pflanzenbau und Bodenkunde Bd. 23, 1979, S. 563–571.
- Der von Julius Kühn begründete Versuch "Ewiger Roggenbau" in Halle nach 11 Jahrzehnten. In: Kühn-Archiv Bd. 86, 1992, S. 1–8.
- Die Wurzelentwicklung von Zuckerrübenpflanzen auf einem Löß-Standort und ihre Bedeutung für die Stickstoffernährung (gemeinsam mit M. Abdalla und W. Schliephake). In: Journal of Agronomy & Crop Science Bd. 169, 1992, S. 260–269.
- Wirkung der Phosphatdüngung in einem 40jährigen Dauerversuch auf einer Sandlehm-Braunschwarzerde in Halle (gemeinsam mit H. Stumpe und H. Scharf). In: Zeitschrift für Pflanzenernährung und Bodenkunde Bd. 157, 1994, S. 105–110.
- Zum Stickstoffumsatz im Dauerversuch "Ewiger Roggenbau" in Halle (gemeinsam mit H. Stumpe). In: Kühn-Archiv Bd. 91, 1997, S. 1–8.
- Unverzichtbarkeit und Grenzen der Dauerdüngungsversuche – ein Blick auf das Versuchsfeld in Halle (gemeinsam mit W. Schliephake und H. Stumpe). In: Archiv für Acker- und Pflanzenbau und Bodenkunde Bd. 42, 1997, S. 319–334.